# Martí Ventolrà
Martí Vantolrà i Fort (n. 16 decembrie 1906 — d. 5 iunie 1977) a fost un jucător de fotbal spaniol care a jucat pentru echipa FC Barcelona.